# Еміль Омерт
Еміль Омерт (нім. Emil Omert; 1 січня 1918, Рен-Грабфельд, Німецька імперія — 24 квітня 1944, Фінта, Румунське королівство) — німецький льотчик-ас винищувальної авіації, гауптман люфтваффе. Кавалер Лицарського хреста Залізного хреста.

## Біографія
Закінчив авіаційне училище і був зарахований в 2-у винищувальну ескадру. На початку 1941 переведений в 3-ю групу 77-ї винищувальної ескадри. Першу перемогу здобув під час Балканської кампанії 6 квітня 1941 року, збивши югославський винищувач. Учасник боїв над Критом та Німецько-радянської війни. 26 липня 1941 року на південній ділянці фронту збив 5 радянських бомбардувальників. Збивши 23 жовтня 1941 року 2 І-16, довів число своїх перемог до 34. З листопада 1942 року воював в Тунісі, а потім над Сицилією та в Південній Італії, з листопада 1943 року — в Румунії. З 3 квітня 1944 року — командир 3-ї групи 77-ї винищувальної ескадри. 24 квітня 1944 року літак Омерта був підбитий. Він встиг катапультуватись, але потім був розстріляний у повітрі американськими винищувачами.
Всього за час бойових дій здійснив 675 бойових вильотів і збив 70 літаків; окрім цього, він здійснив 125 вильотів проти наземних цілей і знищив на землі ще 25 літаків та потопив радянський торпедний катер.

## Нагороди
- Нагрудний знак пілота
- Залізний хрест 2-го і 1-го класу
- Орден «Доблесний авіатор», лицарський хрест з мечами (11 жовтня 1941) — «за 118 бойових вильотів і 11 збитих літаків.»[1]
- Почесний Кубок Люфтваффе (25 січня 1942)
- Лицарський хрест Залізного хреста (19 березня 1942) — за 40 перемог.
- Німецький хрест в золоті (17 лютого 1943)
- Авіаційна планка винищувача в золоті